# Princeton, Florida
Princeton är en ort (CDP) i Miami-Dade County, i delstaten Florida, USA. Enligt United States Census Bureau har orten en folkmängd på 22 038 invånare (2010) och en landarea på 19,1 km².